# Stasimopus insculptus
Espèce
Stasimopus insculptus est une espèce d'araignées mygalomorphes de la famille des Stasimopidae.

## Distribution
Cette espèce est endémique du Cap-Oriental en Afrique du Sud,. Elle se rencontre vers King William's Town, Stutterheim et Peddie.

## Description
Le mâle holotype mesure 16 mm.

## Liste des sous-espèces
Selon World Spider Catalog (version 21.0, 26/06/2020) :
- Stasimopus insculptus insculptus Pocock, 1901
- Stasimopus insculptus peddiensis Hewitt, 1917 de Peddie

## Publications originales
- Pocock, 1901 : Descriptions of some new African Arachnida. Annals and Magazine of Natural History, sér. 7, vol. 7, p. 284-288 (texte intégral).
- Hewitt, 1917 : Descriptions of new South African Arachnida. Annals of the Natal Museum, vol. 3, p. 687-711 (texte intégral).